# Heinrich Mark
Heinrich Mark (* 1. Oktober 1911 in Krootuse (heute Gemeinde Kõlleste), damals Landkreis Võru; † 2. August 2004 in Stockholm) war ein estnischer Exilpolitiker und von 1990 bis 1992 Staatsoberhaupt der Republik Estland im Exil.

## Ausbildung
Heinrich Mark ging in Võru zur Schule und schloss danach in Tartu das Lehrerseminar ab. Von 1933 bis 1938 studierte er Rechtswissenschaft an der Universität Tartu. 1938–1940 war er als Grundschullehrer tätig, bevor er sich als Anwalt in Tartu und ab 1941 in Tallinn niederließ. Kurzzeitig war er 1940 Sekretär der Universität Tartu.

## Politiker
1940, nach der Besetzung Estlands durch die Sowjetunion, kandidierte Heinrich Mark bei den Wahlen zur Staatsversammlung (Riigivolikogu) gegen die Kommunisten, wurde jedoch von der Wählerliste entfernt.

## Exilpolitiker
1943 floh Heinrich Mark nach Finnland und war in der Organisation der Exilesten aktiv. Er war außerdem als stellvertretender Chefredakteur der exilestnischen Zeitung Malevlane tätig. 1944 siedelte er nach Schweden über. 1945–1956 war Heinrich Mark dort Vorsitzender des Schulbüros des Estnischen Komitees. 1954–1975 war er Büroleiter und stellvertretender Vorsitzender des Estnischen Komitees, 1975–1982 dessen Vorsitzender. 1951–1979 war er Generalsekretär des Estnischen Nationalrats.
1953–1971 war er als Staatssekretär (Leiter der Staatskanzlei) der Exilregierung tätig, 1971–1990 als Ministerpräsident und 1971–1973 als Kriegsminister. Vom 1. März 1990 bis 6. Oktober 1992 war er estnischer Exilministerpräsident mit den Aufgaben des Präsidenten. Nach der Wiedererlangung der estnischen Unabhängigkeit und freien Wahlen übergab er das Präsidentenamt an den ersten freigewählten Präsidenten nach dem Zweiten Weltkrieg, Lennart Meri.

## Auszeichnungen
1998 Dr. iur. h. c. der Universität Tartu. Ehrenmitglied des Estnischen Schriftstellerverbandes. Träger estnischer und polnischer Orden.